# لوری لایولی
لوری لایولی (انگلیسی: Lori Lively؛ زادهٔ ۱ ژانویه ۱۹۶۶) یک هنرپیشه اهل ایالات متحده آمریکا است.

## گزیده فیلمشناسی
از فیلم‌ها یا برنامه‌های تلویزیونی که وی در آن نقش داشته است می‌توان به آثار زیر اشاره کرد.
- آلفرد هیچکاک تقدیم می‌کند (۱۹۸۶)
- سرمایه‌گذاری آزاد (۱۹۹۸)
- ای آر (۲۰۰۳)
- دو مرد و نصفی (۲۰۰۴)
- پرونده سرد (۲۰۰۵)
- منتالیست (۲۰۰۹)
- یگان (۲۰۰۹)